# БудКАД
БудКАД (BudCAD) — це українська 2D і 3D САПР створена Державним науково-дослідним інститутом автоматизованих систем у будівництві (ДНДІАСБ) як бюджетна вітчизняна альтернатива AutoCAD.

## Історія
У березні 2009 року загальними зборами Асоціації "Українське  об'єднання проектних організацій" було ухвалено рішення про створення вітчизняної бюджетної системи автоматизованого проектування об’єктів  будівництва (САПР) БудКАД. Розробку доручено ДНДІАСБ.
Для скорочення термінів і вартості розробки ДНДІАСБ вступив до міжнародного консорціуму IntelliCAD Technology Consortium.
12 серпня 2009 року було отримано свідоцтво авторського права твір комп'ютерна програма "Система автоматизованого проектування об'єктів будівництва "БудКАД".
Розробкою програми керував Ігор Ярославович Сапужак, син Ярослава Станіславовича Сапужака.
23 березня 2010 року науково-технічна рада Міністерства регіонального розвитку та будівництва України ухвалила рішення “схвалити створену вітчизняну САПР БудКАД” та “рекомендувати підприємствам, установам, організаціям та навчальним закладам будівельного комплексу розглянути новостворену САПР БудКАД (BudCad) з метою подальшого використання в роботі”.
Станом на початок 2022 року БудКАД активно впроваджувався у професійно-технічну освіту в Україні.
8 лютого 2022 року було представлено електронну версію підручника з креслення у 2-х частинах.

## Особливості
- Програмне забезпечення САПР побудовано на основі платформ IntelliCAD та Open Design Alliance.
- Максимальна схожість з AutoCAD: інтерфейс, командний рядок, меню, штрихування, шрифти тощо.
- Відповідність вимогам ДСТУ та ДБН.
- Мінімальні вимоги до апаратного забезпечення.

- Формати файлів DWG і DXF використовуються як основний «робочий» формат файлів.
- Підтримка VBA та AutoLISP/LISP скриптів з допомогою модуля БудКАД LISP.
- Багатофункціональний віконний компонент — провідник БудКАД Explorer.
- Редагування кількох документів одночасно в режимі багатовіконності.
- Редагування властивостей об'єктів у кількох відкритих документах одночасно з допомогою єдиної панелі.
- Вбудований інженерний калькулятор.
- Експорт у інші формати: PDF, DWF, 3D DWF.

## Історія версій БудКАД
| Офіційна назва                       | Версія | Реліз | Дата випуску    | Примітки                                                                                         |
| ------------------------------------ | ------ | ----- | --------------- | ------------------------------------------------------------------------------------------------ |
| BudCAD 0.6                           | 0.6    | 1     | літо 2009       | Містить базову російськомовну платформу IntelliCAD.                                              |
| БудКАД SE 1.0                        | SE 1.0 | 2     | 21 грудня 2009  |                                                                                                  |
| БудКАД SE 1.1                        | SE 1.1 | 3     | 17 лютого 2010  |                                                                                                  |
| БудКАД SE 1.2                        | SE 1.2 | 4     | 11 березня 2010 |                                                                                                  |
| БудКАД SE 1.3                        | SE 1.3 | 5     | 12 квітня 2010  |                                                                                                  |
| БудКАД SE 1.4                        | SE 1.4 | 6     | 16 червня 2010  |                                                                                                  |
| БудКАД 1.5                           | 1.5    | 7     | 15 липня 2010   |                                                                                                  |
| БудКАД 1.4.1                         | 1.4.1  | 8     | 28 липня 2010   | Оновлення для БудКАД SE 1.4.                                                                     |
| БудКАД 1.5.1                         | 1.5.1  | 9     | 28 липня 2010   | Оновлення для БудКАД 1.5.                                                                        |
| БудКАД 1.5.2                         | 1.5.2  | 10    | 20 вересня 2010 |                                                                                                  |
| БудКАД 1.5.2 Для навчальних закладів | 1.5.2  | 11    | 12 січня 2011   | Надається безкоштовна версія, якщо викладання здійснюють фахівці, що пройшли навчання в ДНДІАСБ. |
| БудКАД 1.5.3                         | 1.5.3  | 12    | 18 січня 2011   |                                                                                                  |
| БудКАД 1.5.5                         | 1.5.5  | 13    | 25 липня 2011   |                                                                                                  |
| БудКАД 1.6.1                         | 1.6.1  | 14    | 16 серпня 2012  | Тестова версія.                                                                                  |
| БудКАД 2013                          | 2013   | 15    | 25 вересня 2013 | Остання версія.                                                                                  |

### Доповнення
- BudCAD BonusTools — встановлюване доповнення для створення проєктної документації відповідно до Системи проєктної документації для будівництва[ru].[15]

| Версія | Дата випуску     | Примітки                    |
| ------ | ---------------- | --------------------------- |
| 3.0.1  | 1 липня 2010     |                             |
| 3.0.2  | 20 серпня 2010   |                             |
| 3.0.3  | 9 вересня 2010   |                             |
| 3.1.0  | 1 листопада 2010 | Для БудКАД 1.5.2 (і новіше) |
| 3.2.0  | 1 вересня 2011   |                             |
| 4.0.0  | 6 грудня 2011    |                             |
| 5.0.0  | 7 серпня 2012    |                             |

- ПКСПС "СССС" — програмний комплекс для зведення проєкту з кошторисом.[17]

| Версія | Дата випуску  | Примітки                                  |
| ------ | ------------- | ----------------------------------------- |
| 1.1a   | вересень 2010 |                                           |
| 1.1b   | вересень 2010 | Демо-версії доступні для БудКАД і AutoCAD |
| 1.2a   | вересень 2010 |                                           |
| 1.2b   | вересень 2010 |                                           |

## Цікаві факти
- Євген Іванович Сосновський, розробник BudCAD BonusTools, заступник головного інженера УкрНДПІСК, програміст[18] у сфері САПР[19][20], відомий фотограф[21][22] і фотохудожник[23] родом з Маріуполя.[24][25] У 2022 році два місяці, з 24 лютого по 30 квітня, фотографував життя місцевих мешканців під час облоги Маріуполя, але потім виїхав з міста.[26][21] 4 травня 2022 року Євген опублікував зроблені ним фотографії на своїй сторінці у Facebook, зокрема і світлини свого поранененого 8-річного племінника та кількох сторінок з його щоденника, який хлопчик вів після початку повномасштабного вторгнення РФ в Україну — ці фото поширили українські ЗМІ.[27][28][29][30] 16 травня 2022 року у Медіацентрі Україна за участі Євгена було організовано та проведено брифінг «Маріупольський щоденник»: фотографії як доказ агресії і злочинів росії»[31]; хлопчик же на той момент все ще залишався у Маріуполі.[32][33] 3 червня 2022 року стало відомо про те що хлопчик разом з родиною нарешті виїхали з Маріуполя.[34]

## Рекомендована література
- Легалізація програмного забезпечення в будівельній галузі України / А.В. Гірник // Комп’ютерні технології в будівництві: матеріали VI Міжнародної науково-технічної конференції «КОМТЕХБУД 2008» (Київ–Севастополь, 9-12 вересня 2008 р.). – Київ: Міністерство регіонального розвитку та будівництва України, 2008. –  С.24-25.
- Легалізація програмного забезпечення: пошук оптимального рішення/ Г. М. Агєєва, С. М. Кобеняк, В.О. Кришевич // Реконструкція житла. – 2009. – Вип.11. – К.: Логос, 2009. – С.206-216.
- Вітчизняна система автоматизованого проектування об’єктів будівництва БудКАД / І.Я. Сапужак, А.В. Гірник // Новітні комп’ютерні технології: матеріали VII Міжнародної науково-технічної конференції (Київ–Севастополь, 15-18 вересня 2009 р.). – Київ: Міністерство регіонального розвитку та будівництва України, 2009. – С.8-10.
- Питання легалізації програмного забезпечення в будівельній галузі України / А.В. Гірник, A. Ф. Неминуща // Новітні комп’ютерні технології : матеріали VII Міжнародної науково-технічної конференції (Київ–Севастополь, 15-18 вересня 2009 р.). – Київ: Міністерство регіонального розвитку та будівництва України, 2009. – С.14-15.
- Система кошторисів та управління будівництвом / О.Є. Ланкмілер // Новітні комп’ютерні технології : матеріали VII Міжнародної науково-технічної конференції (Київ–Севастополь, 15-18 вересня 2009 р.). – Київ : Міністерство регіонального розвитку та будівництва України, 2009. – С.20-22.
- Вітчизняна САПР БудКАД як засіб легалізації програмного забезпечення / А.В. Гірник // Новітні комп’ютерні технології : матеріали VIII Міжнародної науково-технічної конференції (Київ–Севастополь, 14–17 вересня 2010 р.) – Київ: Міністерство регіонального розвитку та будівництва України, 2010. – С.9-11.
- Использование BudCAD BonusTools при создании проектной документации в среде БудКАД / Е. И. Сосновский // Новітні комп’ютерні технології : матеріали VIII Міжнародної науково-технічної конференції (Київ–Севастополь, 14–17 вересня 2010 р.) – Київ: Міністерство регіонального розвитку та будівництва України, 2010. – С.15-17.(рос.)
- Возможные перспективы развития программного обеспечения САПР строительных объектов / А.С. Городецкий // Нові технології в будівництві. – Випуск 1 (21). – К.: Оранта – 2011. – С.63-66.(рос.)
- Бюджетна вітчизняна САПР БудКАД для виконання робочих креслень / А.В. Гірник, A. Ф. Неминуща // Новітні комп’ютерні технології: матеріали ІХ Міжнародної науково-практичної конференції (Київ-Севастополь, 13-16 вересня 2011 р.) – Київ: Мінрегіон України, 2011. – С.15-18.
- Альтернативные решения при выборе базовой САПР / Е. И. Сосновский // Новітні комп’ютерні технології: матеріали ІХ Міжнародної науково-практичної конференції (Київ-Севастополь, 13-16 вересня 2011 р.) – Київ: Мінрегіон України, 2011. – С.19-21.(рос.)
- Впровадження ВПЗ в проектних інститутах будівельної галузі України / А.В. Гірник, A. Ф. Неминуща // Тези Міжнародної науково-практичної конференції «FOSS Lviv 2011» (Львів, 1-4 лютого 2011 року): збірник наукових праць / Під редакцією: Злобін Г.Г., Апуневич С.Є., Машков В., Апуневич С.В. — ЛНУ ім. І.Франка: Львів, 2011. — С.33-35.
- Навчання сучасним інформаційним технологіям проектування / А.В. Гірник, A. Ф. Неминуща // Теорія та методика електронного навчання:збірник наукових праць. Випуск II. – Кривий Ріг: Видавничий відділ НМетАУ, 2011. – С.230-234.
- Навчально-тестова WEB-система для оцінки та вдосконалення володіння програмними продуктами САПР 2D-проектування / Ю.Я. Рубан, А.І. Вовк, А.В. Гірник // Теорія та методика електронного навчання : збірник наукових праць. Випуск III. – Кривий Ріг: Видавничий відділ НМетАУ, 2012. – C.267-272.
- Возможные перспективы развития программного обеспечения САПР строительных объектов / А.С. Городецкий, М.С. Барабаш // Новітні комп’ютерні технології: матеріали Х Міжнародної науково-практичної конференції (Севастополь, 11-14 вересня 2012 р.) – Київ: Мінрегіон України, 2012. – С.27-29.(рос.)
- Использование языка программирования LISP для расширения базовых возможностей бюджетных САПР / Е. И. Сосновский // Новітні комп’ютерні технології: матеріали Х Міжнародної науково-практичної конференції (Севастополь, 11-14 вересня 2012 р.) – Київ: Мінрегіон України, 2012. – С.55-59.(рос.)
- BIM-технология интеграции программных комплексов при проектировании строительных объектов / А.С. Городецкий, М.С. Барабаш // Будівельне виробництво. Міжвідомчий науково-технічний збірник. – 2017. – Вип.63/1. – К.: ДП «НДІБВ» – C.34-40.(рос.)
- Впровадження САПР БудКАД у навчанні креслення в професійному навчальному закладі і ЗОШ / Волкова  Т.В., Гірник А.В. // Науково-дослідна робота в системі підготовки фахівців-педагогів у природничій, технологічній і комп’ютерній галузях: матеріали VII Міжнародної науково-практичної конференції (19-20 вересня 2019 р., м. Бердянськ). – Бердянськ: БДПУ, 2019. – С.73
- Розвиток професійної компетентності майстрів виробничого навчання засобами САПР БудКАД / А.В. Гірник // Науково-методичне забезпечення професійної освіти і навчання: збірник матеріалів XIV звітної Всеукраїнської науково-практичної конференції (м. Київ, 7 травня 2020 р.) / Інститут професійно-технічної освіти НАПН України / за заг. ред. В. О. Радкевич. Київ : ІПТО НАПН України, 2020. – C.216-270.
- Креслення в системах автоматизованого проєктування. Технічне креслення / Підручник для системи профосвіти. – К.: Педагогічна думка, 2022. – 170 с.
- Креслення в системах автоматизованого проєктування. Будівельне креслення / Підручник для системи профосвіти. – К.: Педагогічна думка, 2022. – 131 с.
- Актуальність створення нового підручника для майбутніх будівельників / Т.В. Волкова // Інноваційна професійна освіта. – Випуск 1(2). – Науково-методичне забезпечення професійної освіти і навчання: матеріали XVI Всеукраїнської науково-практичної конференції (звітної) Інституту професійної освіти НАПН України (29 квітня, 17-20 березня 2022 р.) / Інститут професійної освіти НАПН України; за ред. В.О. Радкевич. – Київ: ІПО НАПН України, 2022. – С.47-49